# (36268) 1999 XT213
(36268) 1999 XT213 è un asteroide troiano di Giove del campo greco. Scoperto nel 1999, presenta un'orbita caratterizzata da un semiasse maggiore pari a 5,132497 UA e da un'eccentricità di 0,040696, inclinata di 11,040285° rispetto all'eclittica.